# Giuseppe Beghetto
Giuseppe Beghetto (Tombolo, 8 oktober 1939) is een voormalig Italiaans wielrenner.
Beghetto won tijdens de Olympische Zomerspelen 1960 in eigen land samen met Sergio Bianchetto de gouden medaille op het tandem. In 1961 en 1962 verloor Beghetto de finale van het wereldkampioenschap sprint van Bianchetto. Beghetto werd driemaal wereldkampioen bij de beroepsrenners.

## Resultaten
| Jaar | WK           | Olympische Zomerspelen |
| ---- | ------------ | ---------------------- |
| 1960 |              | tandem                 |
| 1961 | sprint       |                        |
| 1962 | sprint       |                        |
| 1965 | sprint profs |                        |
| 1966 | sprint profs |                        |
| 1967 | sprint profs |                        |
| 1968 | sprint profs |                        |

1908: André Auffray & Maurice Schilles ·
1920: Thomas Lance & Harry Ryan ·
1924: Jean Cugnot & Lucien Choury ·
1928: Daan van Dijk & Bernard Leene ·
1932: Louis Chaillot & Maurice Perrin ·
1936: Carl Lorenz & Ernst Ihbe ·
1948: Renato Perona & Ferdinando Terruzzi ·
1952: Russell Mockridge & Lionel Cox ·
1956: Anthony Marchant & Ian Browne ·
1960: Giuseppe Beghetto & Sergio Bianchetto ·
1964: Sergio Bianchetto & Angelo Damiano ·
1968: Pierre Trentin & Daniel Morelon ·
1972: Igor Zjelovalnikov & Vladimir Semenets